# Izz al-Din Husayn
Izz al-Din Husayn (persa: عز الدین حسین) fue un Malik de la dinastía Gúrida. Sucedió a su padre Qutb al-Dîn Hasan en 1100. Cuando Husayn ascendió al trono, su reino estaba sumido en el caos. Sin embargo, logró restaurar la paz y fortalecer su reino. Durante el reinado de Husayn, el sultán selyúcida Ahmad Sanjar invadió sus dominios, lo derrotó y lo capturó. Sin embargo, Sanjar luego liberó a Husayn a cambio de que este pague tributos. Después de la muerte de Husayn en 1146, fue sucedido por su hijo Sayf al-Din Suri. Husayn también tuvo otros 6 hijos que luego dividieron el reino Gúrida entre ellos.

## Sources
- C. Edmund, Bosworth (2001). «GHURIDS». Encyclopaedia Iranica, Online Edition. Consultado el 5 de enero de 2014.
- Bosworth, C. E. (1968). «The Political and Dynastic History of the Iranian World (A.D. 1000–1217)».  En Frye, R. N., ed. The Cambridge History of Iran, Volume 5: The Saljuq and Mongol periods. Cambridge: Cambridge University Press. pp. 1-202. ISBN 0-521-06936-X.

- Datos: Q15554111